# Leská
Leská je malá vesnice, část obce Třebívlice v okrese Litoměřice. Nachází se asi 2,5 km na sever od Třebívlic. V roce 2009 zde bylo evidováno 25 adres. V roce 2011 zde trvale žilo 48 obyvatel.
Leská je také název katastrálního území o rozloze 2,19 km2.

## Historie
Nejstarší písemná zmínka pochází z roku 1415.

## Obyvatelstvo
|                                                                | 1869 | 1880 | 1890 | 1900 | 1910 | 1921 | 1930 | 1950 | 1961 | 1970 | 1980 | 1991 | 2001 | 2011 |
| -------------------------------------------------------------- | ---- | ---- | ---- | ---- | ---- | ---- | ---- | ---- | ---- | ---- | ---- | ---- | ---- | ---- |
| Obyvatelé                                                      | 116  | 106  | 102  | 89   | 90   | 84   | 104  | 49   | 69   | 68   | 52   | 42   | 49   | 48   |
| Domy                                                           | 29   | 22   | 23   | 23   | 22   | 22   | 22   | 23   | .    | 16   | 15   | 18   | 16   | 17   |
| Počet domů z roku 1961 je zahrnut v domech místní části Staré. |      |      |      |      |      |      |      |      |      |      |      |      |      |      |